# Jorge Varela

Jorge Varela es un personaje de ficción (literaria y cinematográfica) creado por el escritor y director de cine brasileño Márcio-André de Sousa Haz.
Hizo su primera aparición en el cortometraje Artaud en Compostela,  (como supuesto actor protagonista) en el que un misterioso hombre recorre las calles de Santiago de Compostela, tirando bolsas de basura, mientras reflexiona sobre el amor en su forma más pura y más perversa. 
Tras su incursión en el cine como actor, su actividad se trasladó al arte convirtiéndose  en escultor en el relato Derivacións dun encontro arredor do extraordinario contenido en el libro 59 citas para unha escultura ausente.  En el relato Jorge Varela finge ser escultor e idea una falsa exposición para vender los libros editados con tal ocasión.
Su siguiente aparición será en una doble vertiente como escultor y actor en el falso documental El concepto de ironía  en el que se relata la relación entre dos artistas españoles que se odian entre sí y eligen para trabajar juntos una isla en Croacia.